# Fiú egyéni műkorcsolya a 2020. évi téli ifjúsági olimpiai játékokon
A 2020. évi téli ifjúsági olimpiai játékokon a műkorcsolya fiú egyéni versenyszámának rövid programját január 10-én, a kűrjét (szabad program) január 12-én rendezték a Lausanne-i Skating Arenában.
Az aranyérmet a japán Kagijama Juma nyerte. A versenyszámban nem vett részt magyar versenyző.

## Versenynaptár
Az időpont(ok) helyi idő szerint olvashatóak (UTC +01:00):
| Dátum                      | Időpont     | Forduló       |
| -------------------------- | ----------- | ------------- |
| 2020. január 10., péntek   | 16:00-18:15 | Rövid program |
| 2020. január 12., vasárnap | 14:00-16:29 | Szabadprogram |

## Eredmények

### Rövid program
| Hely. | Versenyző                      | Nemzet                 | LV    | Az öt általános komponens pontszáma | Az öt általános komponens pontszáma | Az öt általános komponens pontszáma | Az öt általános komponens pontszáma | Az öt általános komponens pontszáma | PP    | TP    | ÖP.   | R  |
| Hely. | Versenyző                      | Nemzet                 | LV    | KK.                                 | ÁM.                                 | EM.                                 | KG.                                 | KF.                                 | PP    | TP    | ÖP.   | R  |
| ----- | ------------------------------ | ---------------------- | ----- | ----------------------------------- | ----------------------------------- | ----------------------------------- | ----------------------------------- | ----------------------------------- | ----- | ----- | ----- | -- |
| 1.    | Andrej Mozaljov                | Oroszország (RUS)      | 0,00  | 7,43                                | 7,54                                | 7,54                                | 7,57                                | 7,50                                | 37,58 | 42,14 | 79,72 | 14 |
| 2.    | Danyiil Szamszonov             | Oroszország (RUS)      | -1,00 | 7,68                                | 7,82                                | 7,57                                | 7,86                                | 7,71                                | 38,64 | 38,98 | 76,62 | 13 |
| 3.    | Kagijama Juma                  | Japán (JPN)            | -1,00 | 7,71                                | 7,21                                | 7,21                                | 7,39                                | 7,32                                | 36,84 | 36,92 | 72,76 | 11 |
| 4.    | Aleksa Rakic                   | Kanada (CAN)           | 0,00  | 6,79                                | 6,71                                | 6,82                                | 6,96                                | 6,79                                | 34,07 | 36,89 | 70,96 | 12 |
| 5.    | Csha Jonghjon (Cha Young-hyun) | Dél-Korea (KOR)        | 0,00  | 6,96                                | 6,68                                | 6,96                                | 6,75                                | 6,75                                | 34,10 | 35,51 | 69,61 | 15 |
| 6.    | Andrij Kokura                  | Ukrajna (UKR)          | 0,00  | 5,75                                | 5,11                                | 5,89                                | 5,79                                | 5,93                                | 28,47 | 34,01 | 62,48 | 6  |
| 7.    | Nikolaj Memola                 | Olaszország (ITA)      | 0,00  | 5,96                                | 5,86                                | 6,14                                | 6,11                                | 6,14                                | 30,21 | 31,97 | 62,18 | 7  |
| 8.    | Daniel Mrázek                  | Csehország (CZE)       | -1,00 | 6,07                                | 6,11                                | 6,14                                | 6,32                                | 6,39                                | 31,03 | 30,63 | 60,66 | 10 |
| 9.    | Noah Bodenstein                | Svájc (SUI)            | 0,00  | 5,68                                | 5,57                                | 5,96                                | 6,11                                | 6,00                                | 29,32 | 31,24 | 60,56 | 3  |
| 10.   | Csen Jü-tung (Chen Yudong)     | Kína (CHN)             | -1,00 | 6,29                                | 5,82                                | 5,86                                | 6,21                                | 6,00                                | 30,18 | 28,13 | 57,31 | 9  |
| 11.   | François Pitot                 | Franciaország (FRA)    | -1,00 | 5,68                                | 5,14                                | 5,61                                | 5,68                                | 5,68                                | 27,79 | 26,23 | 53,02 | 4  |
| 12.   | Matteo Nalbone                 | Olaszország (ITA)      | 0,00  | 5,25                                | 4,96                                | 4,93                                | 5,21                                | 4,86                                | 25,21 | 27,80 | 53,01 | 1  |
| 13.   | Arlet Levandi                  | Észtország (EST)       | -1,00 | 5,68                                | 5,54                                | 5,57                                | 5,75                                | 5,82                                | 28,36 | 22,51 | 49,87 | 5  |
| 14.   | Liam Kapeikis                  | Egyesült Államok (USA) | -1,00 | 6,04                                | 6,07                                | 5,68                                | 6,25                                | 6,14                                | 30,18 | 20,39 | 49,57 | 2  |
| 15.   | Nikita Kovalenko               | Izrael (ISR)           | -1,00 | 5,54                                | 5,32                                | 5,25                                | 5,64                                | 5,54                                | 27,29 | 18,42 | 44,71 | 8  |

### Szabadprogram
| Hely. | Versenyző                      | Nemzet                 | LV    | Az öt általános komponens pontszáma | Az öt általános komponens pontszáma | Az öt általános komponens pontszáma | Az öt általános komponens pontszáma | Az öt általános komponens pontszáma | PP    | TP    | ÖP.    | R  |
| Hely. | Versenyző                      | Nemzet                 | LV    | KK.                                 | ÁM.                                 | EM.                                 | KG.                                 | KF.                                 | PP    | TP    | ÖP.    | R  |
| ----- | ------------------------------ | ---------------------- | ----- | ----------------------------------- | ----------------------------------- | ----------------------------------- | ----------------------------------- | ----------------------------------- | ----- | ----- | ------ | -- |
| 1.    | Kagijama Juma                  | Japán (JPN)            | 0,00  | 8,25                                | 7,64                                | 8,14                                | 7,89                                | 7,82                                | 79,48 | 86,93 | 166,41 | 11 |
| 2.    | Andrej Mozaljov                | Oroszország (RUS)      | -1,00 | 7,75                                | 7,64                                | 7,68                                | 7,79                                | 7,61                                | 76,94 | 82,28 | 158,22 | 14 |
| 3.    | Danyiil Szamszonov             | Oroszország (RUS)      | -1,00 | 7,68                                | 7,54                                | 7,39                                | 7,68                                | 7,43                                | 75,44 | 64,15 | 138,59 | 13 |
| 4.    | Aleksa Rakic                   | Kanada (CAN)           | 0,00  | 6,82                                | 6,93                                | 6,86                                | 7,04                                | 6,79                                | 68,88 | 65,39 | 134,27 | 12 |
| 5.    | Csha Jonghjon (Cha Young-hyun) | Dél-Korea (KOR)        | 0,00  | 6,96                                | 6,68                                | 7,04                                | 7,04                                | 7,14                                | 69,72 | 59,79 | 129,51 | 15 |
| 6.    | Csen Jü-tung (Chen Yudong)     | Kína (CHN)             | 0,00  | 6,61                                | 6,07                                | 6,64                                | 6,39                                | 6,29                                | 64,00 | 63,29 | 127,29 | 9  |
| 7.    | Noah Bodenstein                | Svájc (SUI)            | 0,00  | 5,86                                | 5,46                                | 5,79                                | 5,86                                | 5,68                                | 57,30 | 59,06 | 116,36 | 3  |
| 8.    | Nikolaj Memola                 | Olaszország (ITA)      | -1,00 | 5,96                                | 5,79                                | 6,04                                | 6,04                                | 6,00                                | 59,66 | 55,71 | 114,37 | 7  |
| 9.    | Liam Kapeikis                  | Egyesült Államok (USA) | 0,00  | 5,86                                | 5,64                                | 5,61                                | 5,89                                | 5,68                                | 57,36 | 54,66 | 112,02 | 2  |
| 10.   | Andrij Kokura                  | Ukrajna (UKR)          | 0,00  | 6,04                                | 5,57                                | 5,86                                | 5,820                               | 5,89                                | 58,36 | 50,84 | 109,20 | 6  |
| 11.   | Arlet Levandi                  | Észtország (EST)       | 0,00  | 5,57                                | 4,96                                | 5,46                                | 5,43                                | 5,57                                | 53,98 | 50,80 | 104,78 | 5  |
| 12.   | François Pitot                 | Franciaország (FRA)    | 0,00  | 5,54                                | 5,00                                | 5,25                                | 5,25                                | 5,18                                | 52,44 | 48,58 | 101,02 | 4  |
| 13.   | Daniel Mrázek                  | Csehország (CZE)       | -3,00 | 6,07                                | 5,82                                | 5,57                                | 5,93                                | 5,82                                | 58,42 | 40,90 | 96,32  | 10 |
| 14.   | Matteo Nalbone                 | Olaszország (ITA)      | 0,00  | 5,18                                | 4,86                                | 5,04                                | 5,11                                | 4,86                                | 50,10 | 41,53 | 91,63  | 1  |
| 15.   | Nikita Kovalenko               | Izrael (ISR)           | 0,00  | 5,43                                | 5,04                                | 5,18                                | 5,43                                | 5,36                                | 52,88 | 34,53 | 87,41  | 8  |

### Összesítés
| Hely. | Versenyző                      | Nemzet                 | ÖP.    | Eredmények | Eredmények | Eredmények | Eredmények |
| Hely. | Versenyző                      | Nemzet                 | ÖP.    | Hely.      | RP.        | Hely.      | SP.        |
| ----- | ------------------------------ | ---------------------- | ------ | ---------- | ---------- | ---------- | ---------- |
| 1.    | Kagijama Juma                  | Japán (JPN)            | 239,17 | 3          | 72,76      | 1          | 166,41     |
| 2.    | Andrej Mozaljov                | Oroszország (RUS)      | 237,94 | 1          | 79,72      | 2          | 158,22     |
| 3.    | Danyiil Szamszonov             | Oroszország (RUS)      | 215,21 | 2          | 76,62      | 3          | 138,59     |
| 4.    | Aleksa Rakic                   | Kanada (CAN)           | 205,23 | 4          | 70,96      | 4          | 134,27     |
| 5.    | Csha Jonghjon (Cha Young-hyun) | Dél-Korea (KOR)        | 199,12 | 5          | 69,61      | 5          | 129,51     |
| 6.    | Csen Jü-tung (Chen Yudong)     | Kína (CHN)             | 184,60 | 10         | 57,31      | 6          | 127,29     |
| 7.    | Noah Bodenstein                | Svájc (SUI)            | 176,92 | 9          | 60,56      | 7          | 116,36     |
| 8.    | Nikolaj Memola                 | Olaszország (ITA)      | 176,55 | 7          | 62,18      | 8          | 114,37     |
| 9.    | Andrij Kokura                  | Ukrajna (UKR)          | 171,68 | 6          | 62,48      | 10         | 109,20     |
| 10.   | Liam Kapeikis                  | Egyesült Államok (USA) | 161,59 | 14         | 49,57      | 9          | 112,02     |
| 11.   | Daniel Mrázek                  | Csehország (CZE)       | 156,98 | 8          | 60,66      | 13         | 96,32      |
| 12.   | Arlet Levandi                  | Észtország (EST)       | 154,65 | 13         | 49,87      | 11         | 104,78     |
| 13.   | François Pitot                 | Franciaország (FRA)    | 154,04 | 11         | 53,02      | 12         | 101,02     |
| 14.   | Matteo Nalbone                 | Olaszország (ITA)      | 144,64 | 12         | 53,01      | 14         | 91,63      |
| 15.   | Nikita Kovalenko               | Izrael (ISR)           | 132,12 | 15         | 44,71      | 15         | 87,41      |

____
Magyarázat:
• Hely. = helyezés • LV = levonás • KK = korcsolyázó képesség • ÁM = átmentések • EM = előadás(mód)/kivitelezés • KG = koreográfia • KF = kifejező képesség • PP = program pontszám • TP = technikai pontszám • ÖP = összes pontszám • R = rajtszám • RP. = rövid program • SP. = szabadprogram (kűr)